# Mikrovlnná spektroskopie
Mikrovlnná spektroskopie je druh spektroskopie využívající mikrovlnné záření.

## V molekulové fyzice
V molekulové fyzice se mikrovlnná spektroskopie používá na zkoumání rotací molekul.

## Ve fyzice kondenzovaného stavu
Ve fyzice kondenzovaného stavu slouží mikrovlnná spektroskopie k detekci dynamických jevů nábojů nebo spinů na GHz frekvencích a energiích v oblasti µeV. Mikrovlny lze použít pro měření teplot v řádu jednotek K nebo nižších a/nebo v magnetických polích (až do několika T).
Spektroskopie spočívá v měření interakcí materiálů v závislosti na frekvenci, přičemž zkoumání dielektrik mikrovlnami často probíhá přes široké rozsahy frekvencí. U vodivých vzorků, jako jsou ty pro magnetickou rezonanci, se experimenty obvykle provádějí za stálé frekvence (s využitím vysoce citlivého rezonátoru), ale lze uskutečnit i měření závislá na frekvenci.